# Bizum
Bizum es un proveedor de servicios de pago de España, fruto de la colaboración de 34 entidades bancarias del país, para crear un sistema de pagos instantáneos entre particulares y de compras en comercios. En 2019 Bizum superó los 6 millones de usuarios. Ya en agosto de 2020 llegó a 10 millones de usuarios. En 2021 llegó a los 15 millones de usuarios.En 2024, llegó a los 27 millones de usuarios.

## Historia
Creado en 2016, Bizum es propiedad de la empresa Sociedad de Procedimientos de Pago SL, constituida el 27 de junio de dicho año en Madrid. El capital social se reparte entre un total de 29 entidades bancarias, que en conjunto poseen el 95% de cuota de mercado en España, aunque ningún banco puede superar el 24% del accionariado.

### Funcionamiento
El servicio permite realizar pagos entre usuarios utilizando la aplicación móvil y conociendo únicamente el número de teléfono del destinatario, para importes entre 0,50 y 500 euros (hasta 1000€ en algunos bancos) por operación. El importe máximo de operaciones recibidas por cliente en un día es de 2.000 euros. Al acabar 2018, ya contaba con 2,5 millones de usuarios que había transferido unos 700 millones de euros por la plataforma. En el primer trimestre del 2022 ya contaba con 19,6 millones de usuarios.
Cuando el usuario quiera enviar dinero, recibirá un mensaje de texto de verificación que, junto con un código, tendrá que introducir en la aplicación. Una vez hecho esto la transacción queda hecha y el otro usuario la recibe al instante. En ese momento el receptor recibe otro mensaje de texto confirmándole la admisión efectiva del dinero transferido, que estará disponible en su cuenta en este momento. Toda la operación queda registrada en un historial que los usuarios pueden consultar.
Por el momento, en las entidades financieras que operan con Bizum para ofrecer a sus clientes el servicio de transferencia inmediata entre usuarios, es habitual que sea gratuito, pero depende de las políticas de cada banco. Tampoco está estandarizado el límite de dinero permitido en cada transferencia ni cuántas se pueden realizar, sino que cada entidad establece unas cantidades y un número máximo de operaciones permitidas.
Asimismo Bizum permite pagar en tiendas online como si de un pago con tarjeta se tratase. En 2024, según el PSP MONEI, por primera vez en la historia de un black friday y cyber monday, las operaciones en Ecommerce superaron a las tarjetas, llegando a amasar un 48% del total de transacciones.

### Entidades asociadas
| Nombre                    | Tipo                   |
| ------------------------- | ---------------------- |
| CaixaBank                 | Banco                  |
| Banco Santander           | Banco                  |
| BBVA                      | Banco                  |
| Banco Sabadell            | Banco                  |
| Unicaja                   | Banco                  |
| Kutxabank                 | Banco                  |
| Bankinter                 | Banco                  |
| Ibercaja                  | Banco                  |
| Abanca                    | Banco                  |
| ING                       | Banco                  |
| Deutsche Bank             | Banco                  |
| Banca March               | Banco                  |
| Banca Pueyo               | Banco                  |
| Laboral Kutxa             | Cooperativa de crédito |
| Caja Rural                | Cooperativa de crédito |
| Grupo Cooperativo Cajamar | Cooperativa de crédito |
| Eurocaja Rural            | Cooperativa de crédito |
| Caja de Ingenieros        | Cooperativa de crédito |
| Cajalmendralejo           | Cooperativa de crédito |
| Caja Rural de Guissona    | Cooperativa de crédito |
| Evo Banco                 | Banco                  |
| Banco Mediolanum          | Banco                  |
| Bankoa                    | Banco                  |
| Arquia banca              | Banco                  |
| Caixa Ontinyent           | Caja de ahorros        |
| Imagin                    | Neobanco               |
| CajaSur                   | Banco                  |
| Openbank                  | Banco                  |
| Targobank                 | Banco                  |
| N26                       | Banco                  |
| Banco Caminos             | Banco                  |
| Bancofar                  | Banco                  |
| Myandbank                 | Banco                  |
| Revolut                   | Neobanco               |
| B100                      | Neobanco               |

## Accionariado
Ningún banco puede sobrepasar el 24% de acciones. A fecha de 2024 este es el accionariado:
- CaixaBank, 24%[7]
- Banco Santander, 20,91%[7]
- BBVA, 18,23%
- Banco Sabadell, 11,82%
- Otras entidades el 25%

## Otras aplicaciones de pagos al instante
En abril de 2025 se realizó la integración internacional de las aplicaciones española (Bizum), italiana Bancomat y portuguesa MB Way, que admitirían pagos internacionales. El wero, creado en 2024, se considera similar al servicio de pago alemán Giropay, el español bizum, el italiano Bancomat, el portugués MB Way, el sueco Swish, y el suizo Twint con diferentes implantaciones regionales europeas.